# Zederman

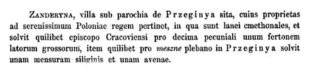
Wzmianka o Zedermanie w Dziełach wszystkich Jana Długosza

Zederman – wieś w Polsce położona w zachodniej części Wyżyny Krakowsko-Częstochowskiej, w centralnej części Płaskowyżu Ojcowskiego, w województwie małopolskim, w powiecie olkuskim, w gminie Olkusz, przy drodze krajowej 94.
W roku 2021 we wsi mieszkało 1370 osób, z czego 49.9% stanowiły kobiety, a 50.1% mężczyźni.
Zederman sąsiaduje z Przeginią (powiat krakowski, gmina Jerzmanowice-Przeginia), Sienicznem, Kosmolowem i Zimnodołem (powiat olkuski). Otoczona jest lasem bukowym, sosnowym i świerkowym. Występują tu skały wapienne. W Zedermanie znajduje się Zespół Szkolno-Przedszkolny im. Obrońców Warszawy, Ochotnicza Straż Pożarna, remiza strażacka, kilka sklepów i restauracji.
Zederman był wsią królewską w tenucie rabsztyńskiej w powiecie proszowskim województwa krakowskiego w końcu XVI wieku. W latach 1975–1998 miejscowość administracyjnie należała do województwa katowickiego.

## Części wsi
| SIMC    | Nazwa   | Rodzaj    |
| ------- | ------- | --------- |
| 0218319 | Pasieka | część wsi |
| 0218325 | Podgaj  | część wsi |
| 0218331 | Zadole  | część wsi |

## Historia
W Dziełach wszystkich Jana Długosza w tomie VIII jest mała wzmianka o wsi Zederman. Zapiski w kościele w pobliskiej Przegini podają, że poprzednio nosił nazwę Suderman. Natomiast Kazimierz Rymut w pracy naukowej Nazwy miejscowe północnej części dawnego woj. krakowskiego podaje, iż wieś Zederman zawdzięcza swoją nazwę eponimowi Sand(er)mann. Zederman w XV w. (1471 r.) był w posiadaniu Jana Andrzejowica z Rabsztyna. W 1509 r. wchodził w skład klucza rabsztyńskiego, przejętego wówczas po Rabsztyńskich przez kasztelana krakowskiego Spytka z Melsztyna. Jak dowiadujemy się z aktu z 3 lipca 1592 r. woźnego ziemskiego Wojciecha Bilicy z grodu krakowskiego Zederman był wsią parafii Przeginia, gminy Rabsztyn i powiatu olkuskiego.

## Poprzednie nazwy
W źródłach historycznych spotkać można inne nazwy wsi Zederman: Zanderman, Zedrman, Zandyrman, Zadrman, Zandrman, Zandermanow, Zyndyrman, Zandram, Zerman, Sandman, Sandmann, Sanderman, Suderman.